# Ines De Nil
Ines De Nil (* 1947 in Gladbeck) ist eine deutsche Fotografin, Malerin und Dokumentarfilmerin.

## Leben
Mit 16 Jahren machte sie eine Lehre als Fotografin, danach die Ausbildung zur Graphischen Zeichnerin, später folgte das Studium an der Folkwangschule und der Universität Essen.
Seit 1978 arbeitet sie als freie Fotografin, Grafikerin und Malerin. 1982 erfolgte der Umzug vom Ruhrgebiet nach Berlin. In ihrer Malerei dominieren die Ausdrucksformen Neobarock und Expressionismus. Die Darstellungen sind großflächig farbenprächtig und zeigen zum Beispiel Eisläuferinnen auf dünnem Eis, Tanzende Männer, Schlafende Frauen in der U-Bahn. Ines De Nil beendete ihre Malerei-Phase 2005 mit der Ausstellung Gelsenkirchen Barock – Gemälde aus 20 Jahren.
Als Fotografin konzentrierte sie sich von Anfang an auf Porträts. Zwei Fotoserien zeigen die Großeltern in der kleinen Stadt Temse in Belgien. Sie sind zu sehen in ihrer alltäglichen Umgebung, bei der Küchenarbeit, auf der Treppe zum Stall, vor dem Taubenschlag. Von Pieter Bruegels Bauernbildern inspiriert, wird De Nils Bewunderung für das Leben der Großeltern deutlich.
Die ersten Aufnahmen zum Fotobuch Zarte Sachen  begannen 1989. Ines De Nil wurde von ihrem Nachbarn Ikarus gebeten, ihn für eine Ausstellung der AIDS-Hilfe zu fotografieren. Seine Auffassung, den eigenen Körper zu lieben, auch wenn er nicht den gängigen Vorstellungen entsprach, beeinflusste sie in ihren weiteren Darstellungen. In einer Zeit der Tabuisierung von Homosexualität und AIDS ging er als erster Schwuler offensiv mit seiner Krankheit um. Er weigerte sich, seine Kaposiflecken zu überschminken, und druckte die T4-Helferzellen-Werte auf sein T-Shirt. Wie verstörend diese Fotografien wirken können, wurde bei einer Ausstellung zum Thema AIDS bei FNAC in Paris 1995 deutlich, als zwar das Porträtfoto von Ikarus, aber nicht das Aktfoto gezeigt wurde. Das Aktfoto wäre entwürdigend, hieß es.
Den Ikarus-Fotografien folgten ernste und witzige Porträts von Protagonisten jeden Alters, außerhalb aller Normen ohne Idealisierung. Die alte Frau zeigt ihre Haut, die aussieht wie Baumrinde, ein kleiner Junge mit Operationsnarbe spielt mit seiner Vampirmutter, eine sinnliche Schwangere ruht auf ihrem Bett. Sie bestimmten selbst, wie sie auf den schwarzweißen Bildern aussehen wollten, und gaben in knappen Texten ihren Kommentar dazu. Alle Aufnahmen des Fotobandes Zarte Sachen zeigen die individuelle Schönheit der Modelle. Die meist sanften Fotografien und Texte werden von einigen Betrachtern als unerträglich angesehen.
Während der Tätigkeit im SO36 in Kreuzberg von 1994 bis 2002 entstanden Fotoserien und Dokumentarfilme.
Die Fotoinstallation Rolliges Fleisch in der Akademie der Künste Berlin ist eng verbunden mit den freakig, schwullesbischen, krüppeligen Aktionen des SO36 in der Oranienstraße und der lesbischwulen Freakshow im Waldschlösschen bei Göttingen. Üppig dekorativ gestaltete Porträtfotografien wechseln mit Aufnahmen der Bühnenshows und der Freakdemonstration. Im Dokumentarfilm Kein Tag ohne Liebe lässt  De Nil diese Freaks über ihr Leben und die Liebe berichten.
Die Doku-Soap Im Herzen der O-straße sammelt De Nil Geschichten aus dem SO36 Kollektiv, dem legendären Club in Berlin-Kreuzberg. Reales Geschehen wird festgehalten oder vor der Kamera mit einigen SO-Mitarbeitern nachträglich inszeniert. Punkkonzert-Ausschnitte und Szenen des Mumia Abu Jamal Solidaritätskonzerts dokumentieren politisch-kulturell die 90er Jahre. Die Verwandlungen der Handwerkerinnen und Tresenkräfte unterm Perückenzwang ist der Filmemacherin ebenso wichtig wie die Liebe türkischer Transen zu folkloristischen Kopftüchern. Die beeindruckendsten Aufnahmen zeigen das Straßenfest und die Bühne auf dem Moritzplatz, mit türkischen Bauchtänzern, lesbischwuler Band und tausenden Bürgern aller Nationen, die bis zum Oranienplatz dicht an dicht stehen und tanzen.
Mit den Fotografien von Ines De Nil wurden 1991 die letzten Tage des Reichsbahn-Ausbesserungswerkes in Berlin-Tempelhof festgehalten. In Erinnerung an diese Bilder machte Jahre später ein Bahnmitarbeiter den Vorschlag, das Thema aufzugreifen. Der Dokumentarfilm Wer bei der Reichsbahn war, war ein roter Hund  von Ines De Nil und Detlef Fluch schildert die ungewöhnliche Arbeitssituation in Berichten der ehemaligen Werktätigen.
2015–2016 drehten Detlef Fluch und Ines De Nil den Dokumentarfilm Grenzgängerballade – die Reise des Stefan Dimitrov und seiner Gadulka. Die Idee zu dem Film über das Leben eines Illegalen entwickelte sich während nachbarschaftlicher Kontakte zu dem bulgarischen Musiker Daskalos, beeindruckt von seinen Erzählungen und Balladen.

## Wesentliche Werke und Ausstellungen
- http://magazin.hiv/2016/12/03/ein-rebell-gegen-die-verachtung
- Grenzgängerballade – Die Reise des Stefan Dimitrov und seiner Gadulka, Detlef Fluch / Ines De Nil (Dokumentarfilm, 2016)[10]
- Wer bei der Reichsbahn war, war ein roter Hund (Dokumentarfilm 60 Min, 2013)    Dokumentarfilmproduktion Ines de Nil/Detlef Fluch
- Gelsenkirchen Barock – Gemälde aus 20 Jahren (Ausstellung, Berlin 2005)
- Ines de Nil: Im Herzen der O-Straße (Dokumentarfilm 40 Min) 2002[11]
- Kein Tag ohne Liebe (Dokumentarfilm 22 Min, 1999)
- Rolliges Fleisch – Bilder aus unglaublich schwerer Zeit (Diainstallation, Akademie der Künste Berlin 1997)
- Zarte Sachen – Fotografien und Texte ( ISBN 3-930041-07-3, ISBN 978-3-930041-07-7, 1996)